# К-1Б «Киевлянин»

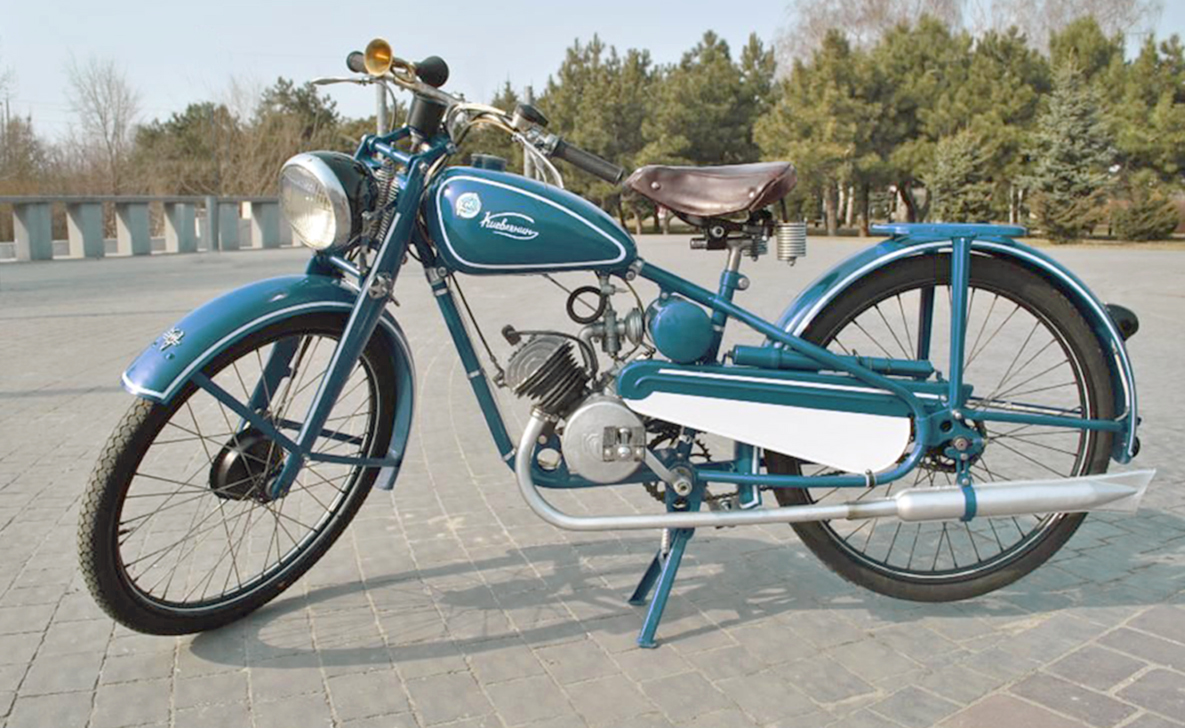
Мотоцикл К1-Б "Киевлянин" Киевского мотоциклетного завода

К1-Б «Киевлянин» — легкий мотоцикл  производства Киевского мотоциклетного завода. Производился в 1946—1955 гг., будучи первой серийной моделью завода.

## История
В 1945 году в Киеве, на базе военного авторемонтного завода был создан Киевский мотоциклетный завод. Для начала производства мотоциклов в 1946 году, в счет  военных репараций, сюда было доставлено оборудование и технологическое оборудование вывезенное с завода фирмы Wanderer в Шонау что в пригороде Хемница (Chemnitz-Schönau).
С присутствием интернированных немецких специалистов завода Wanderer было налажено массовое производство легкого мотоцикла К1-Б. Это была копия довоенной немецкой модели Wanderer-1Sp. Первый год производства на мотоцикл устанавливали двигатели которые производили в восточной Германии . Впоследствии было налажено собственное производство двигателя, копии двухскоростного мотора Sachs 98.
На базе мотоцикла были также разработаны трехколесные мотоколяски для инвалидов К1-В, и грузовой трицикл К1-Г, их производили в незначительном количестве.
С 1956 года на заводе начали выпускать новый тяжелый мотоцикл К-750 и К 1-Б был снят с производства. По некоторым оценкам, за период производства 1946—1955 годов было выпущено около 40 000 мотоциклов К1-Б.

## Технические особенности

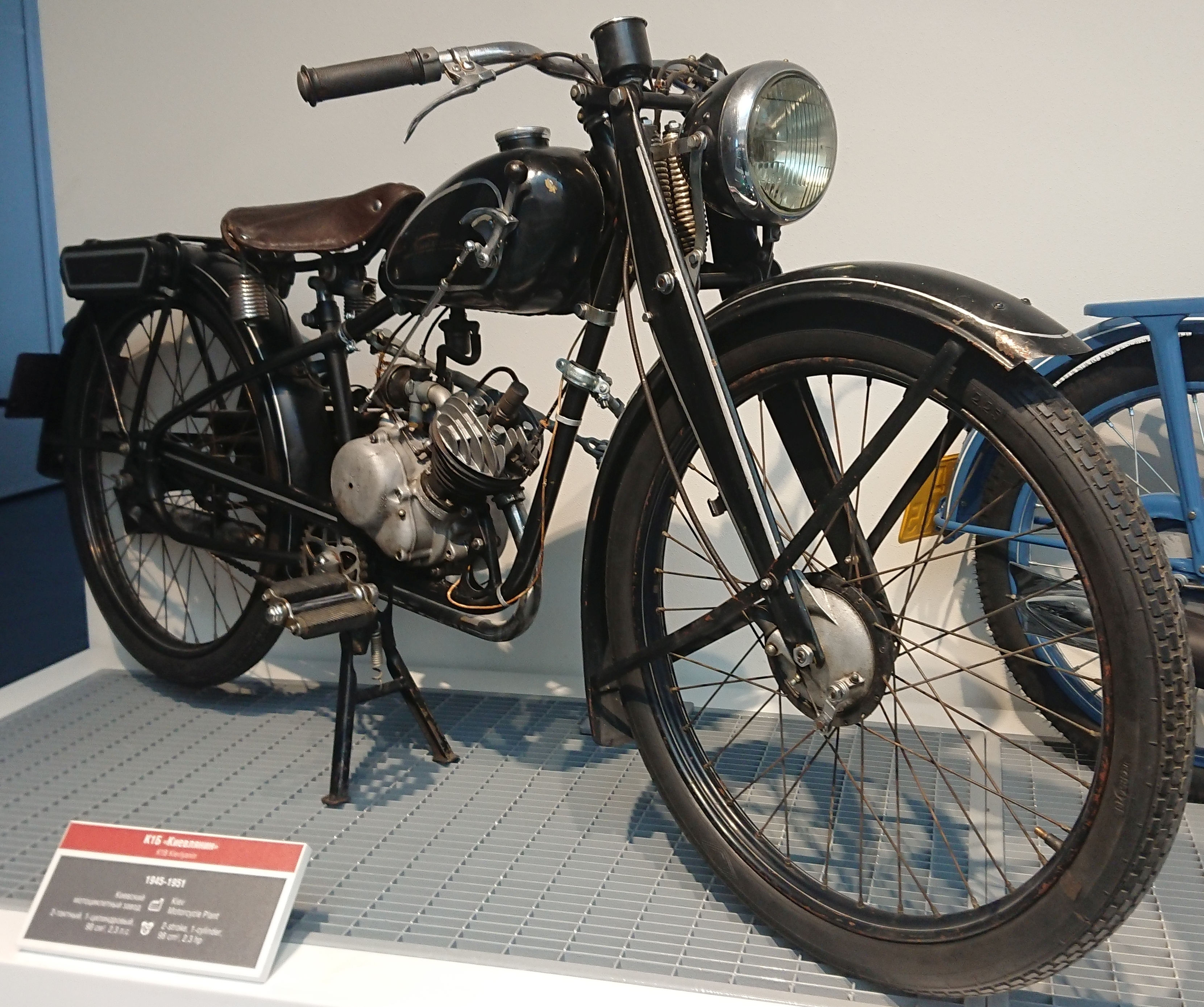
Мотоцикл К1Б "Киевлянин"

Мотоцикл К1-Б оснащался одноцилиндровым двухтактным двигателем воздушного охлаждения с дефлекторной продувкой. Диаметр цилиндра двигателя — 48 мм, ход поршня — 54 мм, рабочий объем — 97,7 см³. Мощность составляла 2,3 л. с. при 3300 об/мин. Картер двигателя и головка цилиндра отливались из алюминиевого сплава, цилиндр — из чугуна. Коробка передач двухступенчатая с полусухим двухдисковым сцеплением. Мотор был оснащен маховиковым магнето, которое обеспечивало искровoe зажигание и электропитание (6 В) фары освещения и заднего фонаря.
Мотоцикл был оснащен велосипедными педалями, которые были соединены цепной передачей с задним колесом и служили для запуска двигателя, торможения и в качестве вспомогательного привода при езде в гору. Привод на заднее колесо реализовался роликовой цепью. Задняя ось была оснащена велосипедной втулкой «Торпедо». На переднем колесе была установлена втулка с тормозными колодками. Размер шин — 26×2,25 дюймов. Цепь педалей и двигателя прикрывались защитными щитками, мотоцикл оснащался откидной центральной подставкой и спидометром со счетчиком пробега.

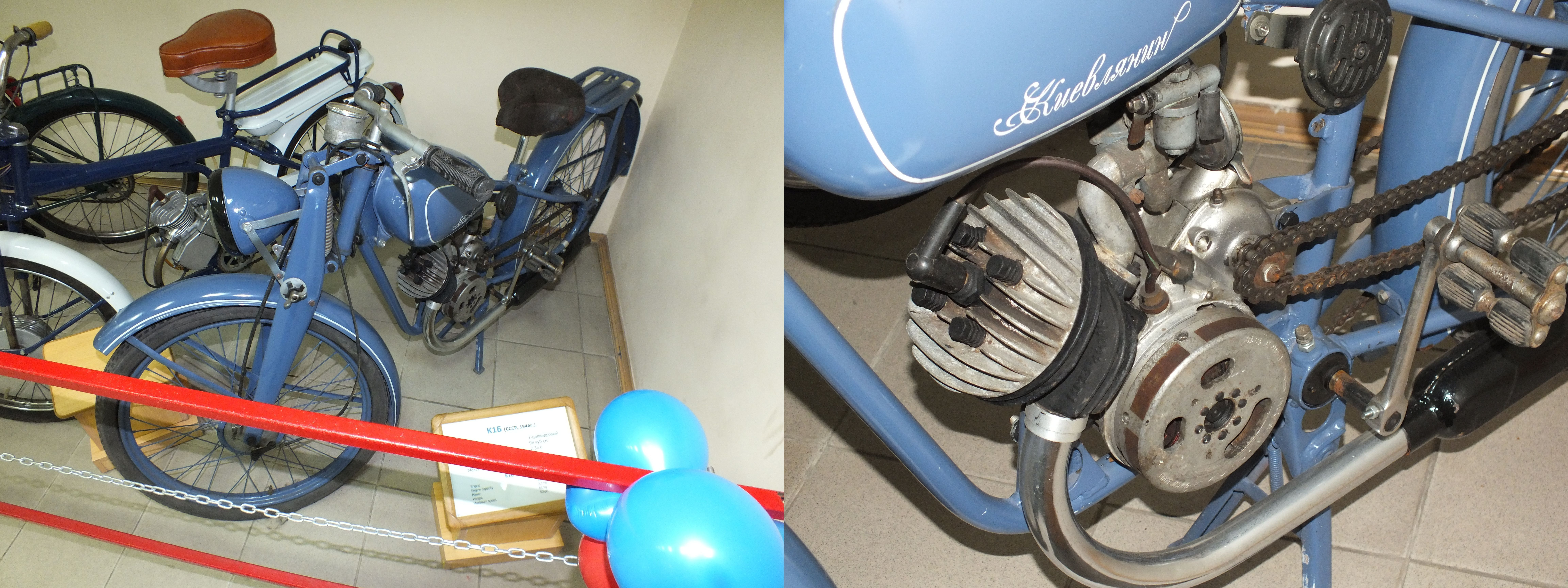
Мотоцикл К1-Б «Киевлянин»

Рама мотоцикла трубчатая, закрытого типа с кареткой для педалей велосипедного типа. Передняя вилка параллелограммного типа, с двумя пружинными амортизаторами и фрикционными демпферами колебаний, заднее колесо без амортизации. Седло водителя велосипедного типа оснащалось двумя спиральными пружинами. На щитке заднего колеса установлен багажник и двa инструментальныx ящикa. На более поздних моделях устанавливался ящик цилиндрической формы над двигателем, под седлом.
На руле размещены органы управления: ручной рычаг сцепления (слева), справа поворотная ручка газа и рычаг переднего тормоза, также переключатель освещения, манетка декомпрессора, пневматический сигнал (клаксон). Справа на топливном баке установлен рычаг переключения передач. Рычаг фиксировался в трех положениях: первая и вторая передачи, нейтраль. В качестве горючего применялaсь топливная смесь моторного масла и бензина в соотношении 1:25, расход топлива составлял около 2,9 л на 100 км. Максимальная скорость мотоцикла К1-Б составляла 50 км/ч. Вес (сухого) — около 59 кг, вместимость топливного бака — 8 л.
Мотоцикл красили в основном в черный цвет, были варианты голубого, тёмно-зеленого цвета. На топливный бак наносилась надпись «Киевлянин» и устанавливалась эмблема КМЗ, также щитки колес и топливный бак украшались белыми линовками. В ранних моделях, на заднем крыле приклепывалась металлическая эмблема с надписью: Киев мотозавод.